# Vrbno nad Lesy

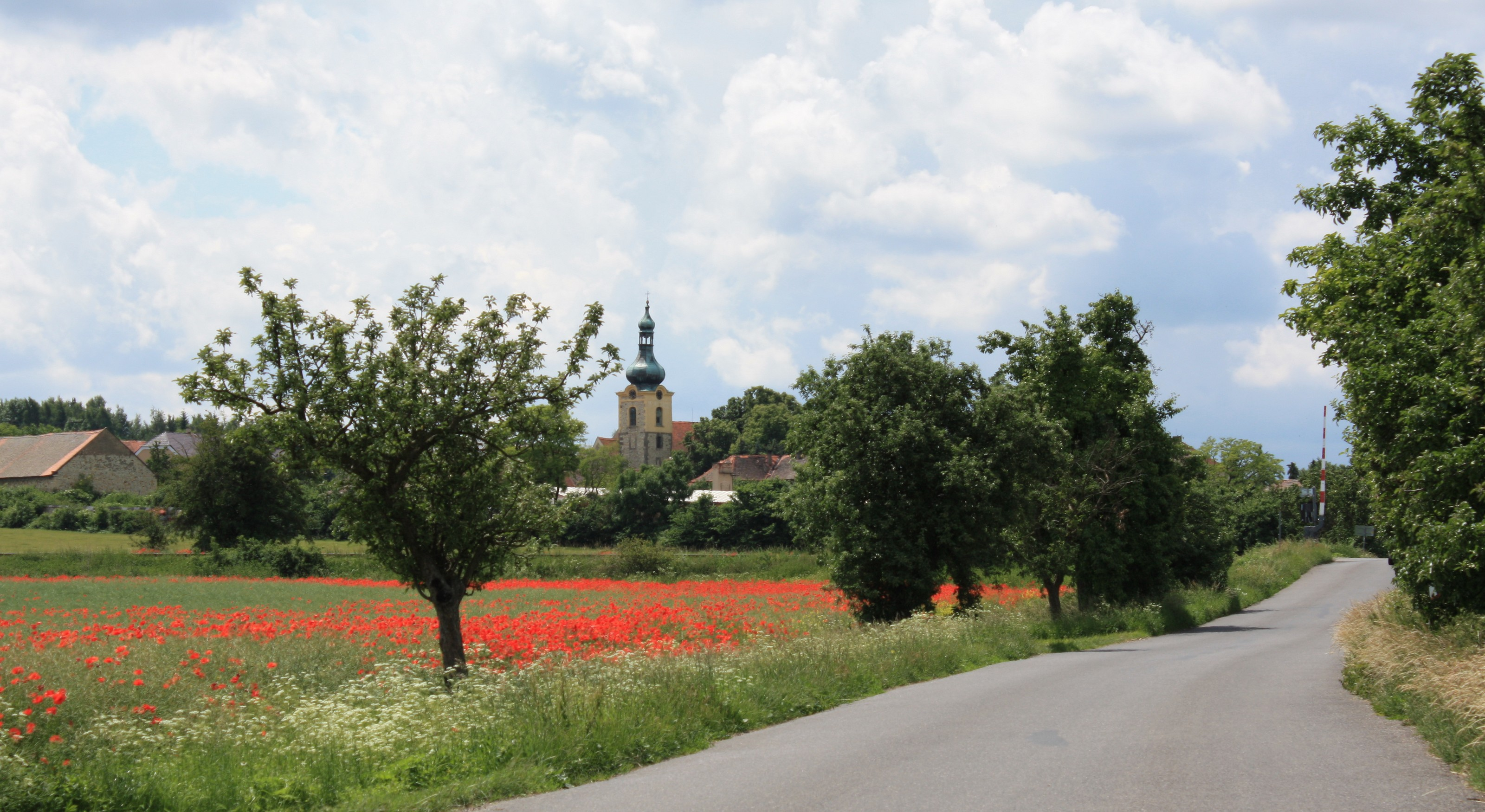
Ansicht von der Straße nach Hřivčice

Vrbno nad Lesy (deutsch Weiden überm Walde) ist eine Gemeinde in der tschechischen Region Ústí. Sie liegt etwa acht Kilometer südwestlich der Stadt Louny und hat etwa 170 Einwohner (Stand: 2006).
Die Gemeinde wurde erstmals 1143 urkundlich erwähnt. Die letztmals im 18. Jahrhundert umgebaute Pfarrkirche zu Maria Himmelfahrt soll im 13. Jahrhundert errichtet worden sein.

## Persönlichkeiten
- Josef Sušánek (* 1896 in Vrbno nad Lesy; † 1945 im KZ Theresienstadt), Feuerwehrchef und Widerstandskämpfer
- Václav Kozák (* 1937 in Vrbno nad Lesy; † 2004 in Terezín), Ruderer und Olympiasieger
- Luba Krejčí (* 1925 in Vrbno nad Lesy; † 2005), Textilkünstlerin